# Arquitetura militar medieval

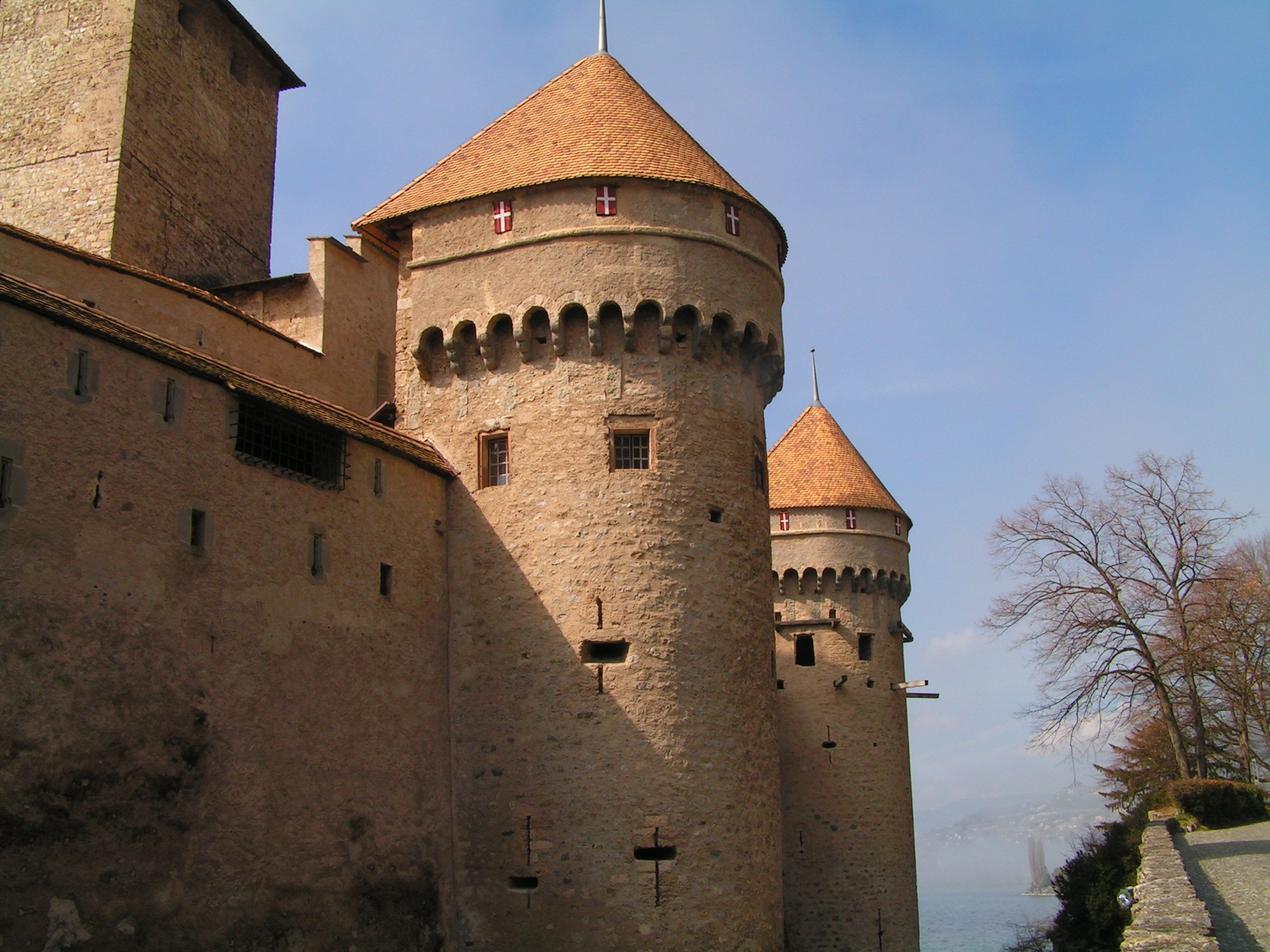
Castelo de Chilon, na Suíça

A arquitetura militar pode ser considerada com um ramo da arquitetura destinada à edificações de estruturas defensivas. Dada a especificidade desta sub-área, agrupam-se assim semelhanças características neste tipo de construções, como nos castelos e fortalezas, moldados segundo as técnicas de determinadas épocas e regiões.

## Na Idade Média
Durante a Idade Média, o armamento de tiro disponível limitava-se a engenhos que utilizavam como elementos propulsores a força resultante da flexão ou torção: a neurobalística. São disto exemplo o arco, a besta, a catapulta, etc.
Na segunda metade do século XIV, iniciou-se a utilização da pólvora como força propulsora — a pirobalística —, o que permitiu o desenvolvimento de novos tipos de armas. Incluem-se neste caso o canhão e mais tarde o arcabuz, o mosquete e a pistola.
É a passagem da neurobalística à pirobalística que vai determinar inovações na arte da guerra e obrigar a alterações na arquitectura militar. A torre progressivamente deu lugar ao baluarte e as edificações deixaram de se desenvolver em altura para se desenvolver na horizontal.
O canhão, inicialmente pouco eficaz pelo seu peso, lentidão e falta de precisão de tiro, foi melhorado ao longo do século XV. Em Portugal, o rei D. João II (1481-1495) ordenou que se efectuassem no Sado, frente a Setúbal, experiências com armas de fogo em embarcações, dando início à artilharia de fogo naval. Por ordens expressas do soberano foram instalados "tiros grossos" a bordo das caravelas, e Lisboa seria defendida, antes da construção da Torre de Belém, por uma nau com canhões fundeada na barra do Tejo.

## Em Portugal
A arquitectura militar foi determinante no território portucalense. A implantação de torres e castelos régios e senhorais marcaram pontos de defesa mas também de ocupação e organização do território.
Com a implantação de castelos e torres foi-se fazendo um povoamento que foi progredindo, para sul, à medida passo que a Reconquista Cristã ia avançando. Da primitiva disseminação de fortificações, defendendo terras e cividades do Norte, passamos às fortalezas em que o sentido de construção castrense era já um pouco diferente - como Soure, Pombal ou Leiria - continuando a significar um ponto de defesa mas passando a constituir tentativas concertadas de estabelecer marcas de fronteira, progressivamente mais meridionais, contribuindo para consolidar novos territórios e, portanto, empurrando o inimigo muçulmano.
Uma etapa decisiva desse movimento será dada com a tomada de Santarém e Lisboa em 1147], levando a linha defensiva para o rio Tejo, multiplicando-se em castelos que se espalharão da capital à fronteira com Castela. A maior parte dessas fortificações, (algumas das quais muito interessantes, como os Tomar, Almourol, Longroiva ou Belver) é devida à acção das Ordens militares religiosas dos Templários e dos Hospitalários, sendo ainda de raiz românica mas modificadas em épocas posteriores.

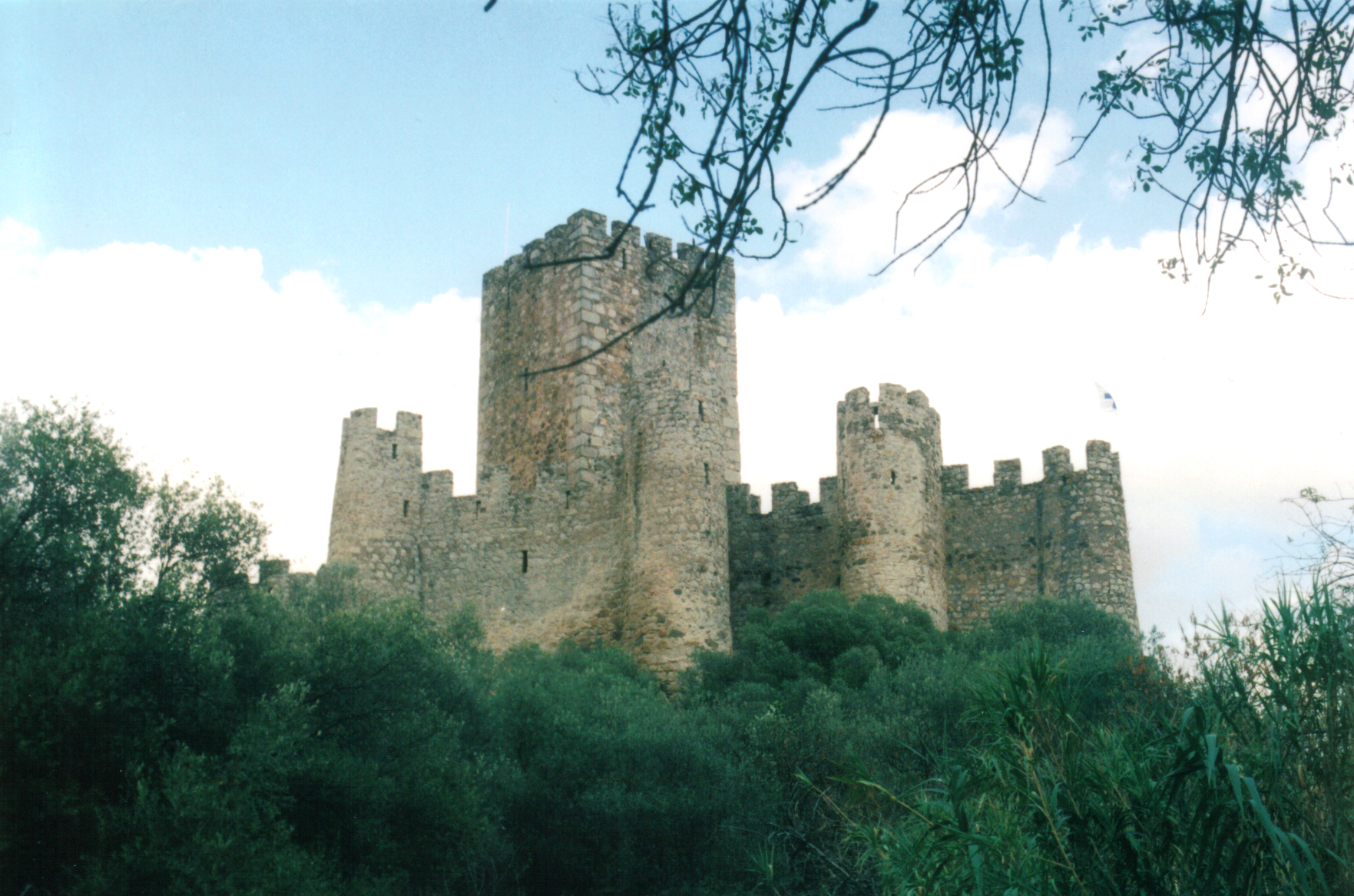
Castelo de Almourol, perto de Santarém, Portugal

Os primitivos recintos muralhados - os primeiros castelos - não teriam ainda torre de menagem, último reduto defensivo que será introduzido a partir de finais do século XII. Trancoso com a actual torre de menagem, de base trocopiramidal, é ainda do primeiro românico, desempenhando funções primitivas de torre senhorial, isolada. Estes dois tipos de estruturas coexistirão, de resto, durante algum tempo: os primitivos castelos, mais ligados à necessidade de protecção das populações; as torrres, associadas à afirmação do poder senhorial sobre as suas terras e condados, como o caso da Torre de Cunha, perto de Braga, mandada arrasar por Sancho I por constituir um desafio à autoridade régia. O mais antigo caso de construção de uma torre de menagem em Portugal parece corresponder a um castelo ligado aos Templários (com provável influência francesa), o de Pombal, erigido depois de 1160.
Os castelos românicos eram constituídos por uma estrutura parietal em pedra aparelhada, estrategicamente colocados num local alto, de fácil defesa, com uma planta geralmente quadrada e mantendo uma ou mais torres defensivas no perímetro muralhado, essencialmente vocacionadas para a defesa passiva; o caminho de ronda seria em madeira, havendo casos em que foram previstos recintos muralhados para proteger também o gado das populações em caso de ataque. Exemplos característicos deste tipo de castelos, de difícil acesso, planta simples e recinto reduzido, são os de Arnoia, Montemor, Faria ou Neiva; a que devemos acrescentar os de Lanhoso e Guimarães, já referidos a propósito da sua fundação anterior, sendo este último um pouco mais complexo na sua estrutura, subsequentemente ampliada e alterada.
O crescimento dos burgos levou também, ainda em pleno século XI, à construção de muros defensivos em seu redor, fazendo com que as povoações ficassem protegidas no seu interior, facto que se viria a generalizar nos séculos subsequentes. Os primeiros exemplos são os de Penela e Montemor-o-Velho, ambos perto de Coimbra, constituindo-se estas fundações também em tentativas de consolidação de povoamento em áreas menos seguras e mais inóspitas, como parecem ser os casos de Avô, Castelo Mendo - povoações que ainda se mantêm, hoje, dentro de muralhas - Coja, Panoias ou Germanelo.
Lentamente vão sendo introduzidas alterações arquitectónicas que dão um carácter mais activo às possibilidades defensivas, como são as torres albarrãs ou as entradas em cotovelo, constituindo os matacães uma inovação já posterior. Exemplos de castelos românicos mais evoluídos, com torres albarrãs protegendo a entrada, são os de Alcobaça ou de Paderne, no Algarve, único castelo em taipa que se conserva do período românico.

## Classificações e exemplos de fortificações
Tipos e classificações de arquitetura militar medieval:
- Castelo: é uma residência real ou senhorial, com muralhas altas e torres. Exemplo: Castelo de Sabugal, Sabugal, Portugal.
- Forte: é uma construção com duas ou mais baterias de artilharia que estão localizadas numa mesma obra. Cada bateria, ou bataria, é um agrupamento de artilharias que está submetido a um mesmo comando militar. Exemplo: Forte de McHenry, Whetstone Point, EUA.
- Fortaleza: esse tipo de fortificação também possui duas ou mais baterias de artilharia, com a diferença que estas estão localizadas em construções diferentes, geralmente com um grande intervalo de espaço entre elas. Exemplo: Fortaleza de Nossa Senhora da Conceição de Araçatuba, ilha de Araçatuba, Brasil.

## Tipos de castelos e fortificações
- Castelo condal
- Castelo gótico
- Castelo pré-românico
- Castelo românico
- Castelo roqueiro
- Fortaleza